# Valentinikogelvis
Valentinikogelvis of zadelvlekspitskopkogelvis (Canthigaster valentini), is een  kogelvis uit het geslacht Canthigaster, en wordt aangetroffen in riffen in de  Grote Oceaan en Indische Oceaan. Zijn maximumlengte is 11 cm. Zijn voedsel bestaat uit koraalpoliepen, aasgarnalen en  krill.
Zijn hoge toxiciteit maakt hem niet eetbaar. In de buurt van valentinikogelvissen worden vaak zwartzadelvijlvissen (Paraluteres prionurus) aangetroffen, een niet-giftige soort die door de sterke gelijkenis bescherming vindt tegen roofdieren.

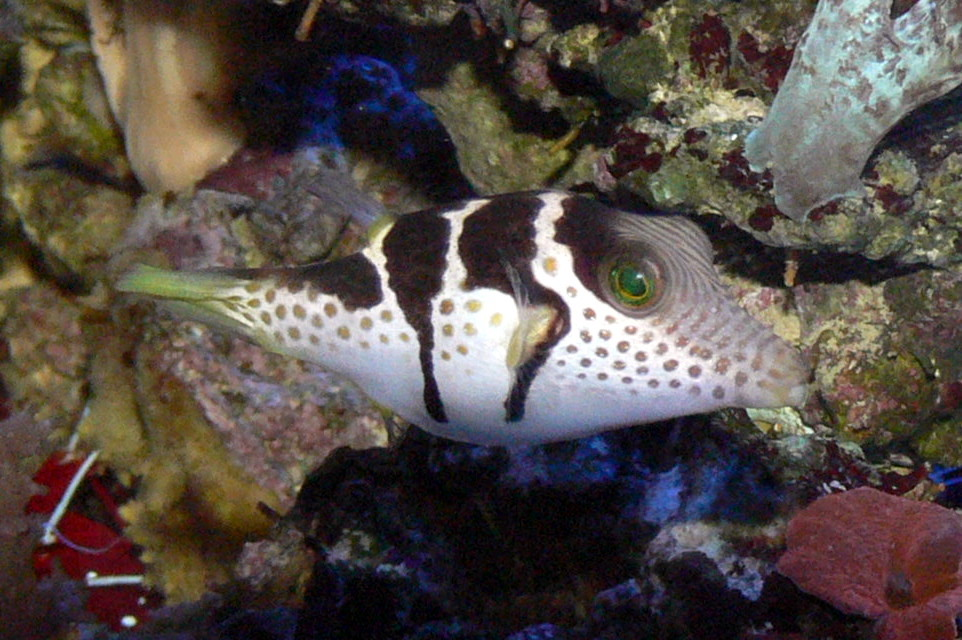
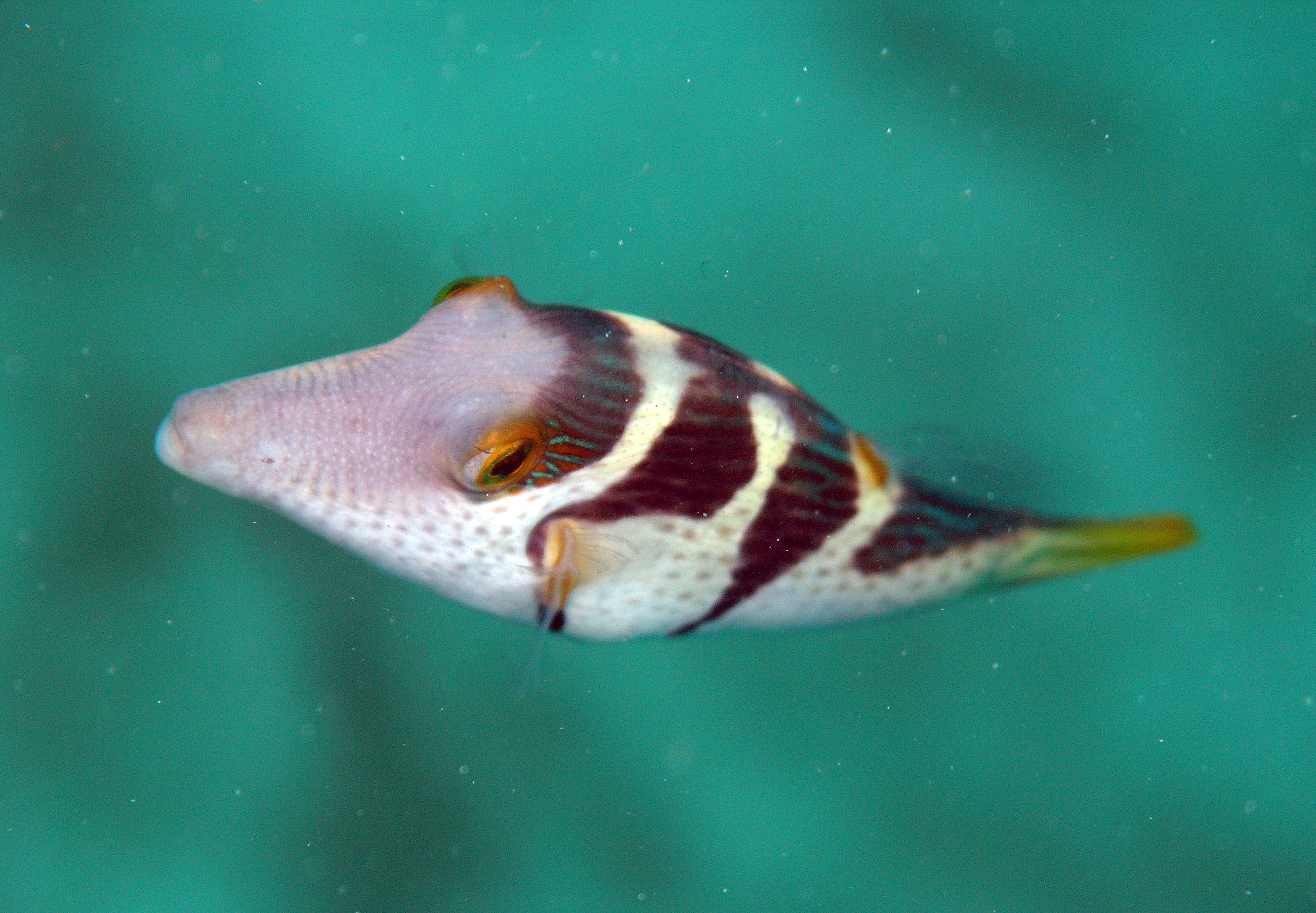
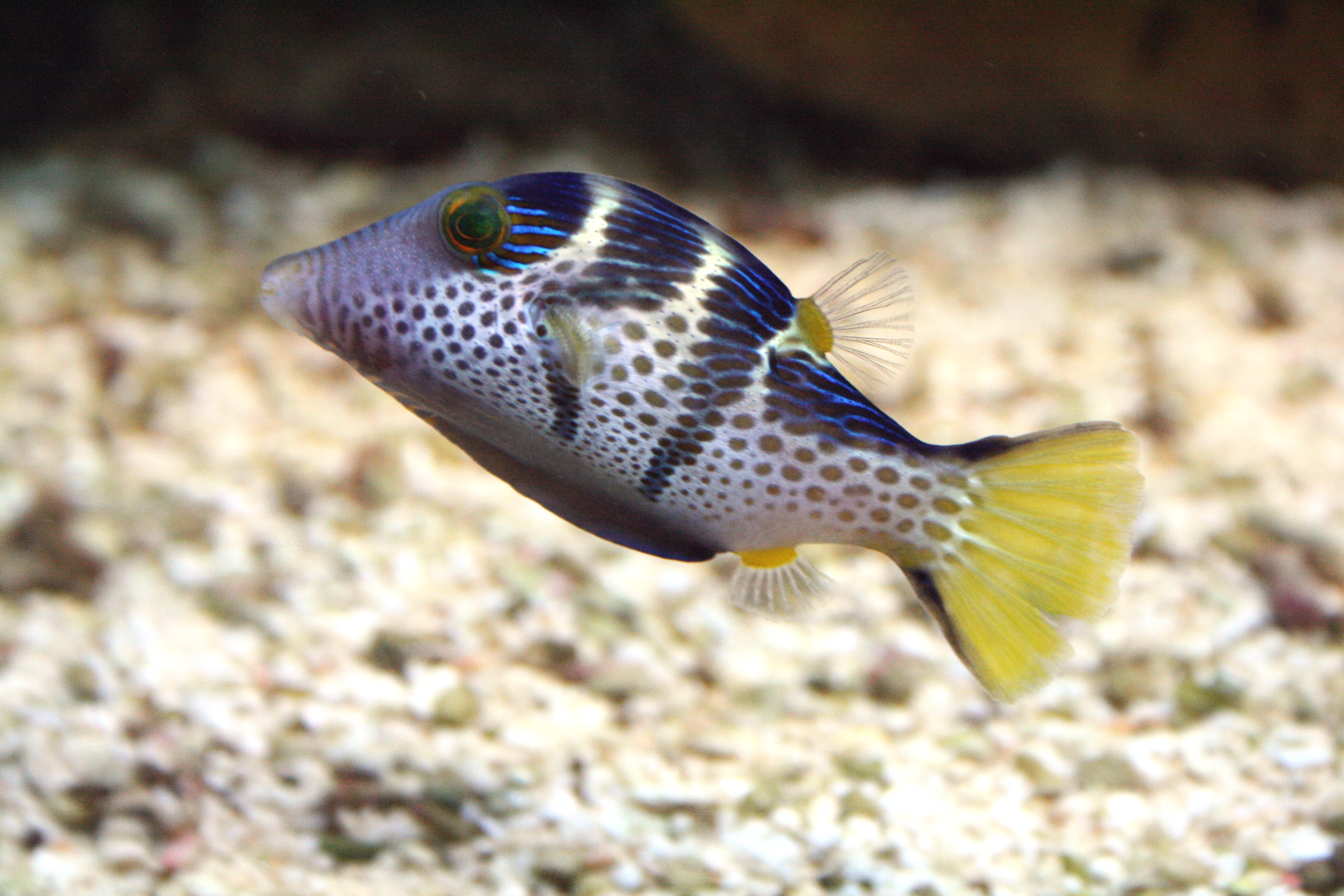

1. ↑  (en) Valentinikogelvis op de IUCN Red List of Threatened Species.